# Gran Premio Marcel Kint 2022
Il Gran Premio Marcel Kint 2022, settantottesima edizione della corsa, valevole come evento dell'UCI Europe Tour 2022 categoria 1.1, si è svolto il 29 maggio 2022 su un percorso di 199 km, con partenza da Courtrai e arrivo a Zwevegem, in Belgio. La vittoria è stata appannaggio del belga Arnaud De Lie, che ha completato il percorso in 4h38'49", alla media di 42,824 km/h,  precedendo l'italiano Luca Mozzato e il connazionale Gerben Thijssen.
Al traguardo di Zwevegem 100 ciclisti, dei 140 partiti da Courtrai, hanno portato a termine la competizione.

## Squadre e corridori partecipanti
| N.      | Cod. | Squadra                   |
| ------- | ---- | ------------------------- |
| 1-7     | LTS  | Lotto Soudal              |
| 11-17   | COF  | Cofidis                   |
| 21-27   | IWG  | Intermarché-Wanty-Gobert  |
| 32-37   | IPT  | Israel-Premier Tech       |
| 41-47   | AFC  | Alpecin-Fenix             |
| 51-57   | BBK  | B&B Hotels-KTM            |
| 61-67   | BWB  | Bingoal Pauwels Sauces WB |
| 72-77   | SVB  | Sport Vlaanderen-Baloise  |
| 81-87   | ARK  | Team Arkéa-Samsic         |
| 91-97   | TEN  | TotalEnergies             |
| 101-107 | UXT  | Uno-X Pro Cycling Team    |

| N.      | Cod. | Squadra                           |
| ------- | ---- | --------------------------------- |
| 111-117 | ABC  | Abloc CT                          |
| 121-127 | ACA  | ARA Pro Racing Sunshine Coast     |
| 132-137 | BEB  | Bolton Equities Black Spoke       |
| 141-147 | EVO  | EvoPro Racing                     |
| 151-157 | GDM  | Geofco-Doltcini Materiel Velo.com |
| 161-167 | MCT  | Minerva Cycling                   |
| 171-177 | SVL  | Saris Rouvy Sauerland Team        |
| 181-187 | TIS  | Tarteletto-Isorex                 |
| 191-197 | VWE  | VolkerWessels Cycling Team        |
| 201-207 | XSU  | XSpeed United Continental         |

## Ordine d'arrivo (Top 10)
| Pos. | Corridore         | Squadra       | Tempo    |
| ---- | ----------------- | ------------- | -------- |
| 1    | Arnaud De Lie     | Lotto         | 4h38'49" |
| 2    | Luca Mozzato      | B&B           | s.t.     |
| 3    | Gerben Thijssen   | Intermarché   | s.t.     |
| 4    | Chris Lawless     | TotalEnergies | s.t.     |
| 5    | Piet Allegaert    | Cofidis       | s.t.     |
| 6    | Pierre Barbier    | B&B           | s.t.     |
| 7    | Lionel Taminiaux  | Alpecin       | s.t.     |
| 8    | Sep Vanmarcke     | Israel        | s.t.     |
| 9    | Niccolò Bonifazio | TotalEnergies | s.t.     |
| 10   | Axel Zingle       | Cofidis       | s.t.     |